# ET-KING ワンマンライブ「歌えや大阪!踊れや日本!」
ET-KINGワンマンライブ「歌えや大阪!踊れや日本!」（イーティー・キングワンマンライブ「うたえやおおさか！おどれやにっぽん！」）は、日本のJ-POPグループであるET-KINGのメジャー4枚目のDVDでライブDVD。発売元はユニバーサルJ。

## 概要
2010年5月30日 、大阪城ホール で行われたワンマンライブの模様を2枚組DVDにしたもの。
「この歌を・・・・・・・・♪」をスペシャルゲストのK と、「最後の言葉 feat.h」をシークレットゲストのhiroko (from mihimaru GT)とそれぞれ協演。
コントミュージカルでは吉本新喜劇の小籔千豊が監修したコントを、同じく吉本新喜劇の島木譲二、未知やすえ、佐藤太一郎と共演した。
デジタル写真集として当日のパフォーマンスを中心に、イベントの写真をスライドショーにした。
DVD 購入者特典として抽選でオリジナルバンドタオル、ノート、メンバー顔入りスーパーボールが当たるキャンペーンを行った。

## 収録曲
DISC 1. [DVD]
1. オープニング
2. 纏
3. NANIWA
4. 愛しい人へ
5. 華舞台
6. ドーナッツ
7. この歌を････････♪
8. ふたりの歌
9. サクラサク
10. コントミュージカル
11. パーっと行こう!
12. ギラギラ
13. 一番音頭

DISC 2.[DVD]
1. Beautiful Life
2. 今
3. 君想う花
4. 最後の言葉 feat.h
5. 巡り会いの中で
6. 新恋愛
7. キラッ☆サマー
8. 鼓動
9. 晴レルヤ
10. さよならまたな
11. シャンパンゴールド
12. 陽あたり良好
13. ギフト

映像特典
デジタル写真集